# Вісімдесяті (телесеріал)
«Вісімдесяті» (рос. Восьмидесятые) — російський комедійний телесеріал (ситком) виробництва компаній «Леан-М» и «ГудСторіМедіа» на замовлення СТС.
Теглайн: Як добре ми погано жили!

## Сюжет
Події серіалу відбуваються в СРСР у 1986—1988 роках. Це історії про життя простих радянських людей, про молодість, романтичні почуття. Життєві історії про любов і дружбу розгортаються на тлі подій, що призвели до корінних змін у житті країни. Головний герой серіалу — Іван Смирнов — навчається на другому курсі інституту, живе з батьками та молодшим братом, а також дружить з Сергієм. Незабаром Іван знайомиться із Сергійовим сусідом Борисом, який приїхав з Ізраїлю. Ваня зустрічає дівчину Інгу, він закохується в неї, але вона не відповідає взаємністю. Інга селиться у гуртожитку і знайомиться з сусідкою Машею — вона староста інституту. Щоб Інга помітила Ваню, той з Сергієм вирішує організувати квартирник, де мав бути присутній Віктор Цой, у той час, коли Іванові батьки їдуть до Ленінграду. Легенда радянської рок-музики так і не з'явилася, і у підсумку квартирник рятує Галдін, який поклав око на Інгу. Через квартирник у родини Івана зламався телевізор, і йому довелося тимчасово влаштуватися на роботу, де незабаром він познайомився з бібліотекаркою Катею і вони тимчасово стали парою, а Інга починає зустрічатися з Галдіним.
На початку другого сезону минає півроку, як Ваня зустрічається з Катею після того, як він проґавив побачення з Інгою. Ваня знайомить Катю зі своїми батьками, а трохи згодом до них приїжджають з візитом Катині батьки. Ваня був змушений виступити у якості басиста разом з Галдіним на концерті, який був під загрозою зриву через травму, отриману Галдіним під час сутички з люберами. Маша, як і раніше, ставить громадські інтереси вище за особисті, а Борисові довіряють завідувати радіорубкою інституту. На день народження Інги Галдін приводить у радіорубку неформалів і влаштовує безлад. За це від деканки інституту дістається Інзі, Івану, Галдіну, і навіть Борису. Іван, Інга та Борис отримали сувору догану, а ось Галдіна вигнали з інституту. Та замість армії Галдін потрапляє до психлікарні — про це Інзі розповів Жмих. Після візиту Катиних батьків Ваня вирішує відмовитися від Каті, дізнавшись, що та його не кохає. Тим часом Інга знайомиться з головою студентського комітету Стасом Тихановичем, який допомагає організовувати дискотеку, він закохується в Інгу і, як і Іван, намагається завоювати її серце. Сергій тим часом закохується у Машу і вони стають парою. Наприкінці другого сезону Інга виїжджає з гуртожитку і переїжджає до квартири Миколи і Тамари (рідного Іванового дядька та його жінки), які їдуть у відпустку. Все добре, допоки не приїжджає Інжин батько і не наважується перевезти її у Горький. У підсумку Ваня зізнається Інзі у коханні і вони проводять останню ніч разом. На ранок Іван прокидається сам, а Інга тікає з СРСР до Парижа, якнайдалі від свого деспотичного батька-посла. Іван у пам'ять про неї робить тату у вигляді літери «І» на правій руці.
На початку третього сезону Іван влаштовується на роботу у відеосалон, що відкрився на базі будинку культури. Там він знайомиться з Танею, донькою (а насправді — коханкою) Юрія, чиновника міністерства культури, якому належить відеосалон. Ванин батько Геннадій втратив роботу, а мати Людмила була обрана депутаткою. Сергій одружується з Машею. Після Таниного концерту, на якому виступив Геннадій, Людмила не витримує і подає на розлучення.
У четвертому сезоні головний герой Ваня вирішує відкрити фотокооператив. Згодом ініціатива призводить до великих проблем. Галина (жінка Юрія) робить хлопцю привабливу фінансову пропозицію, від якої той не може відмовитися. Іван летить до Парижа, де зустрічає Новий рік з Інгою, яка тепер працює офіціанткою у кафе на Монмартрі. Тим часом Катя знайомиться з хлопцем Макаром, який навчається на програміста. Через три місяці після Нового року вона переїжджає до нього і будує кар'єру стюардеси. Наприкінці четвертого сезону Іван остаточно кидає Таню, бо та його зрадила, а Інга кидає Париж і приїжджає до Вані з наміром залишитися з ним назавжди. Маша подає на розлучення, будучи при надії. Борис зізнається Маші у почуттях та пропонує їй полетіти разом з ним до Ізраїля, але Сергій надскладними зусиллями повертає свою кохану дружину. Геннадій повернувся до Людмили і вони зіграли повторне весілля.
На початку п'ятого сезону Ваня привів Інгу до своєї квартири та вирішив влаштувати романтичний вечір, який не вдається провести, тому що до нього приїхали його шкільні товариші, щоб відсвяткувати свою демобілізацію. Наступного дня закохана пара пішла на рок-концерт, але згодом Ваня пожалкував, що пішов на концерт, тому що в ньому брав участь Галдін, який виступав наступним після легендарних «Скорпіонз». Між закоханими стається сварка через Галдіна. З'ясовується, що Іван одружений з Танею. Дізнавшись про це, Інга йде від Вані. Вбитого горем Смирнова мати відправляє разом з батьком та дядьком Миколою на риболовлю, під час якої Геннадій ледь не потонув у болоті. Іван розлучається з Танею, але процес розлучення дається йому нелегко через Танин опір. При всьому цьому Смирнова ледь не відрахували з інституту. У Сергія та Маші народилася донька Світлана. Борис несподівано повернувся з Ізраїлю. Іван влаштовується фотокореспондентом у редакцію журналу «Вогник», де знайомиться з журналісткою Сашею. Мишко спалює піонерський табір. Катя та Макар зрадили один одного і розбіглися. Сергій влаштувався працювати барменом, пізніше він взяв Інгу працювати офіціанткою. Івана звільняють з «Вогника» через Сашу. Подружжя Яковлєвих виселяють з подарованої свекром квартири через борги. Інга повертається до інституту. Ваня піддається на Сашин ультиматум (щоб бути з нею, Смирнов повинен відмовитися від Інги) і збирається вирушати з нею до космодрому Байконур.
На початку шостого сезону Смирнов після довгих роздумів вирішує залишитися з Сашою. Сергія забирають у військомат, Іван кидається його рятувати і запізнюється на літак до Байконуру. Пощастило Смирнову, що Катя надала йому військовий літак. Усі намагання Смирнова знайти Сашу закінчуються для нього арештом і депортацією з Казахстану. Після депортації Іван влаштовується працювати барменом до Інги. До Бородіної пристає Антон, один з відвідувачів, Смирнову це не подобається. Виявляється, що цей наполегливий кавалер Антон веде програму «До 16 і старші» на Центральному телебаченні. Катя кидає цивільну авіацію та поновлюється у інституті. Саша приїжджає з Байконуру, і Іван працевлаштовує її до Антона. Але Саша з Ванею сваряться через дзвінок з Казахстану, про який Смирнов забув їй сказати. Івана призначають адміністратором бару. Борис зі своєю дівчиною Сонею порушують комендантську годину, і їх саджають у тюрму. Бориса швидко звільнили, а от із Сонею ситуація склалася набагато гірше — з тюрми вона потрапила у психлікарню, а звідти була екстрадована до Ізраїля. Антон влаштував на Смирнова облаву через Інгу із вимогою негайно звільнити її. Але Іван категорично відмовився звільняти Інгу, натомість звільнив Сергія за підробку алкогольних напоїв. Іван з великими труднощами знаходить для себе та Саші знімну квартиру. Директор бару змушував Смирнова проводити незаконні валютні операції, але той не бажав це робити, а тим часом Борис влаштував пожежу у барі. Іван витяг напівживого директора з вогняного пекла, той попросив вибачення у Смирнова за валюти і звільнив з посади адміністратора. Невідомі грабують квартиру Смирнових. У Саші виникла підозра щодо вагітності, але Іван був не радий її можливому цікавому становищу, та й Саша воліла б зробити кар'єру, а вже потім завести дитину. Іван розчаровується у Саші і розповідає про це Інзі, яка готувалася до весілля з Антоном. Наступного ранку Іван прокидається поруч з Інгою і вже марить тим, що вона повернеться до нього, та красуню неможливо переконати. Іван біжить до Яковлєвих та просить у них пораду, як зірвати весілля Інги та Антона. Саша усвідомила свою помилку щодо кар'єри і вже готова була завести дитину, але її зупиняє різке «Ні» та шокуюче зізнання Івана у тому, що той ніколи не кохав Сашу. Уся в сльозах Новікова виганяє Смирнова зі знімної квартири. Макар зібрався їхати на стажування до Японії. Родина Смирнових очікує на доньку, для якої обрали ім'я Жанна. Іван робить відчайдушну спробу зірвати весілля Інги та отримує від Антона по голові пляшкою шампанського. Опритомнівши, Іван проривається всередину РАЦСу і не застає Інги. Геть спустошений Іван приходить на бенкет з нагоди проводів Макара, і бачить Інгу у весільному вбранні. Вони дивляться одне одному в очі і цілуються. З цього стає зрозуміло, що Інга відмовила самовпевненому телевізійнику у шлюбі за жорстоку витівку щодо Смирнова, бо їй стає шкода того, хто дійсно її завжди кохав. Тепер Ваня не відходить ані на крок від своєї супутниці життя.

## Персонажі
Ваня. Звичайний юнак середини 80-х. Живе у двокімнатній квартирі. Вчиться в інституті та першим з усієї родини отримує вищу освіту. Мало не в кожній серії уяви відносять Ваню дуже далеко. З першого погляду закохується в Інгу, намагається до неї залицятися — і як результат зазнає невдачі, але продовжує сподіватися. У взаєминах з дівчатами скромний, старомодний та романтичний. Довірливий, через що постійно вплутується в різномантітні історії.
Людмила. Мати Вані. Типова жінка з чоловіком і двома дітьми, завжди оточена роботою та домашнім господарством. Працює диспетчером на автобазі. За суттю є головою сім'ї. Дуже любить синів, особливо меншого, через це надмірно його балує. Прекрасно готує, звикла до великого шумного родинного столу. Чоловіка любить, хоча був момент, коли вона сумнівалась, чи варто зберегти родину, незважаючи на його слабкий характер.
Геннадій. Батько Вані. Бригадир на заводі. Обожнює родину, намагається виховувати дітей в суворості, покладає на Ваню великі надії, хоча вважає, що краще б той ішов працювати на завод. Не любить працювати по домогосподарству. Постійно ревнує жінку до її колишніх кавалерів.
Мишко. Брат Вані. Менша дитина у родині, трохи розбещений та вередливий, стукач та підлабузник. Ділить з Ванею одну кімнату, спить з ним в одному ліжку. Шантажує брата перед батьками, коли дізнається про його плани.
Микола. Брат Геннадія. Начальник потяга. Добу працює, дві — відпочиває. Обожнює ходити у гості до брата з двох причин: по-перше — дуже любить своїх небожів, по-друге — у Геннадія завжди є що випити. На людях стовідсотковий глава сім'ї, а вдома — явний підкаблучник.
Тамара. Жінка Миколи, подруга та головна радниця Людмили. Працює на кондитерській фабриці. Дуже активна і пробивна жінка. Постійно забезпечує родичів продуктами, які виносить з роботи. Чоловіка тримає в їжакових рукавицях, але не втомлюється гучно та щиро сміятися з жартів та анекдотів Миколи, навіть коли їх чує в двадцятий раз.
Інга. Красива, вишукана та розкута дівчина, зовсім не схожа на радянських ровесниць. Приїхала до СРСР з Парижу, де жила з шести років. ЇЇ батько — посол Горьківського автозаводу у Франції, який відправляє доньку на батьківщину як покарання за серйозний вчинок, а саме — за самостійну поїздку до Бельгії. Інга — абсолютно вільна особа, їй незрозумілі умови радянського мислення. Впевнена, що приїхала туди ненадовго і ні до чого серйозно не ставиться.
Сергій. Бабій та дрібний спекулянт, скептик та цинік. Його батько працює у сфері торгівлі в Ленінграді і, за чутками, не далекий від криміналу та сірих схем. Сергій дружить з Ванею тільки тому, що на його фоні можна виглядіти крутим. Незавжаючи на великі кишенькові гроші, має несумісні кишенькові витрати, через що намагається заробити гроші напівкримінальними способами, на що постійно підштовхує Ваню. З появою жінки та дитини гроші стають ще більш потрібні Сергієві.
Борис. Сусід Сергія по кімнаті в гуртожитку. Типовий ботан у товстих окулярах. На все має свій особливий погляд, вражає оточуючих своєрідним почуттям гумору та несподівано проривною любов'ю до андеграунду та інших заборонених радостей.
Катя. На перший погляд, проста, не дуже гарна та розумна говорунка. В той же час особа, яка тверезо дивиться на речі та йде до мети. Закохується у Ваню, робить усе, щоб мати його при собі. Знає своє місце, компенсує ординарність турботою, доступністю та терпінням. Заради кохання готова на більше.
Маша. Сусідка Інги по кімнаті в гуртожитку. Симпатична комсомолка з дуже активною життєвою позицією. Обіймає посаду у інститутському комітеті комсомолу, хоче створити в інституті музей Суслова. Вкрай вимоглива, старається все контролювати, знає, що, кому і коли потрібно робити, тримає себе у жорстких рамках, дотримується суворих правил у всьому. Ну дуже правильна дівчина!
Галдін. Класичний поганий хлопець, чия харизма дивним чином поєднується з відсутністю гальм. Нонконформіст, нігіліст, рокер та лідер відомого у вузьких колах рок-гурту «Фанні Каплан». З його вуст звучать заборонені пісні гуртів «Акваріум» та «Кіно». Через все це користується успіхом у дівчат, в тому числі і у Інги, хоча поза своїм романтичним образом буває зверхнім, вкрай самолюбним і нечесним.
Стас. Син високопоставленого батька та другий секретар комсомольського комітету. Симпатичний та забезпечений, вміє красиво залицятися до дівчат та досягати мети будь-яким шляхом. Батькові зв'язки дозволяють Стасові користуватися благами, абсолютно недоступними для звичайної радянської людини: їздити на батьківській «Волзі», діставати квитки на КВК, займатися карате та багато інше. Стас швидко розуміє, що він — краща партія для Інги, ніж хуліган Галдін та «совок» Ваня.
Таня. Працює у палаці культури вокалісткою ансамблю. Мріє про велику сцену і прикладає всі зусилля для досягнення своїх цілей. Навіжена, зухвала, цілеспрямована та пробивна. Таня — донька директора палацу культури, на базі якого відкрито відеосалон.
Макар. Геній і людина не зі світу цього. З технікою і комп'ютерами на "ти". Дуже позитивний, заради дівчини готовий приїхати навіть верхи на коні.
Саша. Журналістка, приваблива білявка. Ваня допоміг Саші з одним матеріалом, після чого деякий час працював з нею у журналі «Вогник».
Ілля. Редактор журналу «Вогник», де працював Ваня. Іллі та Вані подобалась одна і та сама дівчина, через що вони постійно конфліктували та заважали один одному.
Антон. Ведучий програми "До 16 і старші" на Центральному телебаченні. Наполегливий, цілеспрямований та самовпевнений. Вмить поклав око на Інгу, побачивши її за барною стійкою. Неодноразово намагався запросити Інгу на побачення, а після — одружитися з нею.

## У ролях

### У головних ролях
- Олександр Якін — Іван Геннадійович Смирнов, головний герой; студент другого (1-2 сезони), третього (3-5 сезони) та четвертого (6 сезон) курсу економічного факультету; бармен (95-97 серії); адміністратор бару (97-103 серії)
- Марія Аронова — Людмила Олександрівна Смирнова, мати Івана; диспетчерка на автобазі (до 32 серії), депутатка (з 33 серії), безробітна (з 89 серії)
- Олександр Половцев — Геннадій Петрович Смирнов, батько Івана; заводський робітник (до 32 серії), вчитель праці (33 серія), безробітний (33-78 серії), продавець грибів (78-92 серії), продавець одягу (з 93 серії)
- Леонід Громов — Микола Петрович Смирнов, старший брат Геннадія, дядько Івана; начальник потяга
- Дмитро Білоцерківський — Сергій Вікторович Яковлєв, однокурсник і друг Івана; студент другого (1-2 сезони), третього (3 та 5 сезон) та четвертого (92 серія) курсу економічного факультету, бармен (83-99 серії)
- Роман Фомін — Борис Левицький, друг Івана, сусід Сергія по гуртожитку; студент економічного факультету
- Наталія Земцова — Інга Львівна Бородіна, однокурсниця і кохана Івана (до 74 серії); студентка другого курсу економічного факультету (1-2 сезони), офіціантка у Парижі (61 серія), мулярка-штукатурниця (79 серія), офіціантка у барі (з 87 серії), студентка четвертого курсу економічного факультету (з 92 серії); дівчина Івана (наприкінці 105 серії)
- Анастасія Балякіна — Марія Гончаренко, однокурсниця Івана; дружина Сергія (3-6 сезони); 2 секретарка комсомольського комітету
- Юлія Сулес — Тамара Смирнова, жінка Миколи Смирнова; працівниця кондитерської фабрики
- Микита Єфремов — Галдін, хлопець Інги; рок-музикант; студент четвертого курсу (до 16 серії); лідер югославського гурту "Задовольштина" (74 серія)
- Наталія Карпуніна — Елеонора Костянтинівна Веригіна, викладачка історії КПРС; декан економічного факультету
- Анна Цуканова — Катерина Федорівна Полякова; 1 секретарка комітету комсомолу (34-52 серії), студентка другого (2 сезон) та третього курсу економічного факультету (3-4 сезони), стюардеса (62-71 серії), стюардеса міжнародних авіаліній (72-77 серії), старша стюардеса (78-96 серії), нянька (92 серія), студентка четвертого курсу економічного факультету (з 96 серії)
- Єгор Корєшков — Станіслав Павлович Тиханович, друг Сергія; 2-й (до 27 серії), 1-й (27—34 серії) секретар комсомольського комітету інституту; кавалер Інги (2 сезон)
- Наталія Скоморохова — Тетяна Пшеніцина, коханка Юрія Леонідовича; співачка-початківиця; дівчина Івана (3-4 сезони); фіктивна (58-66 серіЇ) та самопроголошена дружина Івана (74-76 серії)
- Сергій Юшкевич — Юрій Леонідович Князєв, коханець Тетяни; чиновник з Міністерства культури
- Ганна Невська — Галина Семенівна Князєва, жінка Юрія Леонідовича
- В'ячеслав Євлантьєв — Макар Галактіонов, хлопець Каті (4—5 сезони); програміст (з 57 серії), бандит (92 серія)
- Орина Постнікова — Олександра Новікова, кореспондентка журналу «Вогник» (5 сезон); дівчина Івана (6 сезон); кореспондентка Центрального телебачення (з 98 серії)
- Дмитро Міллер — Ілля Борисович Антонов, редактор журналу «Вогник»
- Ярослава Ніколаєва — Соня Гольдштейн, ізраїльська дівчина Бориса
- Олексій Демидов — Антон Фомін, ведучий молодіжної програми «До 16 і старші»; кавалер (96-100 серії) та наречений Інги (101—105 серії); хлопець Саші (наприкінці 105 серії)

### У епізодах
- Олександр Новицкий - Михайло Геннадьевич Смирнов, молодший брат Івана; школяр (1-4 сезони)
- Єгор Губарев - Михайло Геннадьевич Смирнов, молодший брат Івана; школяр (5-6 сезонів)
- Ірина Чипиженко - Октябрина Степанівна; вахтерка гуртожитку
- Вікторія Шашкова - Лариса Євгеніївна Феофанова, подруга Кати; студентка
- Платон Бабыкин - Петро Миколайович Смирнов (з 58 серії), син Миколи і Тамари
- Галина Стаханова - Ніна Іванівна Смирнова, матір Геннадія і Миколу, бабуся Івана (2 сезон)
- Артур Ваха — Дмитро Борисович Чепєлєв, колишній кавалер Людмили; завідувач рестораном
- Ігор Лагутін — Віктор Сергійович Яковлєв, батько Сергія
- Олексій Панічев — Жмих, бас-гітарист Галдіна
- Ігор Яцко — Федір Вікторович Поляков, батько Каті
- Андрій Андрєєв — Павло Тиханович, батько Стаса
- Сергій Сосновський — Лев Борисович Бородін, батько Інги; посол Горьківського автозаводу у Франції
- Сергій Погосян — Сурен Вазгенович, директор бару
- Олексій Грішин — Денис Олексійович Могильов, ректор інституту

## Цікаві факти
- Творцем серіалу є генеральний директор СТС В'ячеслав Муругов: «Серіал „80-ті“ я придумав як жарт: ми подумали, що було б, якби в Союзі вирішили зняти ситком?»[2]
- Деякі вуличні сцени знімали в Мінську[3].

## Заборона в Україні
Фільм заборонений в Україні через присутність у фільмі радянської пропаганди.